# Coppa Caivano
La Coppa Caivano es una competición ciclista de un día que se disputa en los alrededores de Caivano (en la Ciudad metropolitana de Nápoles). 
La primera edición data del 1910 y era reservada a ciclistas independientes. Hacia los años veinte la cursa ganó en importancia y se incluyó entre las pruebas del campeonato italiano.
Después, gradualmente perdió importancia y fue reservado para los aficionados de la primera y segunda categoría. El 2015 se disputó la 80.ª edición.

## Palmarés
| Año       | Ganador               | Segundo                  | Tercero             |
| --------- | --------------------- | ------------------------ | ------------------- |
| 1910      | G. Gargulio           |                          |                     |
| 1911      | G. Panebianco         |                          |                     |
| 1912      | E. Ascione            |                          |                     |
| 1913      | E. Ciacco             |                          |                     |
| 1914      | Giacchino Tatta       |                          |                     |
| 1915      | A. Tipaldi            |                          |                     |
| 1916-1919 | no realizadas         | no realizadas            | no realizadas       |
| 1920      | Ferdinando Di Gennaro |                          |                     |
| 1921      | Angiolo Marchi        |                          |                     |
| 1922      | Ugo Ruggeri           |                          |                     |
| 1923      | Nello Ciaccheri       | Ottavio Bottecchia       | Vitaliano Lugli     |
| 1924      | Guido Messeri         | Nello Ciaccheri          | Angelo Gabrielli    |
| 1925      | Ezio Cortesia         |                          |                     |
| 1926      | Alberto Temponi       |                          |                     |
| 1927      | Mario Lusiani         |                          | Allegro Grandi      |
| 1928      | Lorenzo Leoni         |                          |                     |
| 1929      | Giovanni Averardi     |                          |                     |
| 1930      | Learco Guerra         |                          | Allegro Grandi      |
| 1931      | Attilio Morbiato      | Colombo Neri             | Adolfo Bordoni      |
| 1932      | Alessandro Luchetti   |                          |                     |
| 1933      | Pasquale Carbone      |                          |                     |
| 1934      | Glauco Servadei       | Nello Taddei             | Aldo Bacchetti      |
| 1935      | Pietro Chiappini      | Vincenzo Milano          | Mario Gentili       |
| 1936      | Alessandro Luchetti   |                          |                     |
| 1937-1938 | no realizadas         | no realizadas            | no realizadas       |
| 1939      | Antonio Buriani       | Marcello Spadolini       | Mario Fazio         |
| 1940-1945 | no realizadas         | no realizadas            | no realizadas       |
| 1946      | Antonio D'Amore       | Raffaele Abbate          | Vincenzo Fausto     |
| 1947      | Carmine Montuori      | Vincenzo Fausto          | Nello Sforacchi     |
| 1948      | Danilo Barozzi        |                          |                     |
| 1949      | Adolfo Grosso         |                          |                     |
| 1950      | Arrigo Padovan        | Nedo Rossi               | Arcangelo Bove      |
| 1951      | Attilio Borrello      |                          |                     |
| 1952      | Luciano Ciancola      | Luigi Mastroianni        | Gaetano Grimaldi    |
| 1953      | Salvatore Tarantino   |                          |                     |
| 1954      | Tito Bianchi          | Franco Bertini           | Antonio Volpe       |
| 1955      | Ercole Boccalero      |                          |                     |
| 1956      | Michele Tufano        |                          |                     |
| 1957      | Nedo Fagni            |                          |                     |
| 1958      | Remo Tamagni          |                          |                     |
| 1959      | Pietro Susta          | Carlo Brugnami           | Renato Campi        |
| 1960      | T. Carbella           |                          |                     |
| 1961      | Anacleto Loffredo     |                          |                     |
| 1962      | V. Caccato            |                          |                     |
| 1963-1976 | no realizadas         | no realizadas            | no realizadas       |
| 1977      | Maurizio Rossi        |                          |                     |
| 1978      | Renato Pastore        |                          |                     |
| 1979      | Tonino Ciarrocca      |                          |                     |
| 1980      | Mauro Longo           |                          |                     |
| 1981      | C. Colla              |                          |                     |
| 1982      | Luigi Ferrari         |                          |                     |
| 1983      | Marco Del Pup         |                          |                     |
| 1984      | Franco Pica           |                          |                     |
| 1985      | Eros Poli             |                          |                     |
| 1986      | Enrico Pezzetti       |                          |                     |
| 1987      | Antonio Mazzon        |                          |                     |
| 1988      | Tonino Vittigli       |                          |                     |
| 1989      | Tonino Vittigli       |                          |                     |
| 1990      | Maurizio Molinari     |                          |                     |
| 1991      | Alberto Destro        |                          |                     |
| 1992      | Alexander Gontchenkov |                          |                     |
| 1993      | Michele Bedin         |                          |                     |
| 1994      | Ermanno Tonoli        |                          |                     |
| 1995      | Biagio Conte          |                          |                     |
| 1996      | Giuliano Figueras     | Michele Zamboni          | Luca Mazzanti       |
| 1997      | Flavio Farneti        | Christian Rossi          | Raffaele Ferrara    |
| 1998      | Fabio Trinci          |                          |                     |
| 1999      | Simone Cadamuro       |                          |                     |
| 2000      | Cesare Di Cintio      | Francesco Fiorenza       | Luca Mazzanti       |
| 2001      | Armands Baranovskis   | Antonio Bucciero         | Daniele Balestri    |
| 2002      | Pasquale Muto         | Mariusz Wiesiak          | Antonio Aldape      |
| 2003      | Mariusz Wiesiak       | Leonardo Branchi         | Richard Minichiello |
| 2004      | Lorenzo Sarnataro     | Daniele Di Nucci         | Wojciech Dybel      |
| 2005      | Luca Fioretti         | Andrea Grendene          | Fabio Sabatini      |
| 2006      | Bernardo Riccio       | Matteo Busato            | Giuseppe Di Salvo   |
| 2007      | Bernardo Riccio       | Gianpolo Biolo           | Massimo Pirrera     |
| 2008      | Samuele Marzoli       | Filippo Baggio           | Andrea Grendene     |
| 2009      | Filippo Baggio        | Vitaliy Brichak          | Danilo Iannetta     |
| 2010      | Gianpolo Biolo        | Fabio Piscopiello        | Alessandro Malaguti |
| 2011      | Nicholas Francesconi  | Matteo Collodel          | Eldar Dzhabrailov   |
| 2012      | Domenico Saldamarco   | Giuseppe Sannino         | Glauco Castellani   |
| 2013      | Giuseppe Sannino      | Francesco Bartolini      | Daniele Beghetto    |
| 2014      | Giovanni Iannelli     | Francesco Biondi         | Andrea Azzolini     |
| 2015      | Alessandro Susco      | Matteo Prata             | Pietro De Simone    |
| 2016      | Marta Bastianelli     | Anna Zita Maria Stricker | Anna Trevisi        |
| 2017      | Claudia Cretti        | Michela Balducci         | Chiara Consonni     |
| 2018      | Martina Alzini        | Martina Fidanza          | Laura Asenico       |

## Palmarés por países
| País    | Victorias |
| ------- | --------- |
| Italia  | 80        |
| Ucrania | 1         |
| Letonia | 1         |
| Polonia | 1         |